# Fernando Saavedra Luque
Fernando Saavedra Luque (Buenos Aires, 15 de mayo de 1948; San Miguel de Tucumán, 20 de mayo de 1976), a veces erróneamente mencionado como Fernando Saavedra Lamas, fue un político y guerrillero argentino perteneciente al peronismo. En 1968, durante la dictadura autodenominada «Revolución Argentina», fue uno de los fundadores de la organización guerrillera Descamisados, que en 1972 se fusionó con Montoneros. En 1976, fue asesinado en una iglesia de la ciudad de Tucumán, durante la dictadura autodenominada «Proceso de Reorganización Nacional». Por sus asesinato, fueron condenados a cadena perpetua el exgeneral Luciano Benjamín Menéndez, exjefe del Tercer Cuerpo del Ejército de Córdoba y el comisario retirado Roberto Heriberto Albornoz. Era descendiente en línea directa de Cornelio Saavedra, primer presidente de la Argentina.

## Biografía
Fernando Saavedra Luque nació en Buenos Aires el 15 de mayo de 1948.
Educado en una familia de clase alta, se educó y practicó la religión católica. Ingresó a la Universidad Católica Argentina (UCA), donde estudió administración de empresas, y a la Universidad de Buenos Aires, donde estudió  y sociología. En 1968, durante la dictadura autodenominada «Revolución Argentina», fue uno de los fundadores de la organización guerrillera Descamisados, que en 1972 se fusionó con Montoneros. Luchó por la vuelta al país de Juan Domingo Perón y la realización de elecciones libres y sin proscripciones. Utilizada los nombres de guerra "Pepo" y "Damián".
Fernando Saavedra, que era oficial mayor de Montoneros, fue designado jefe de la operación y ese nombramiento le provocó una sensación ambivalente. Por un lado, estaba orgulloso: era un reconocimiento a su capacidad militar y suponía un peldaño sólido para seguir avanzando en una Organización que cada vez más premiaba ese tipo de méritos. " No sabés!, Rucci tiene como veinte monos que lo siguen a todas partes, pero es una operación muy fácil: tiene agujeros muy grandes en la seguridad y se le puede llegar muy bien", contó una vez. Pero al mismo tiempo andaba muy enojado y se negaba a realizar el operativo, no porque le tuviera una especial simpatía a Rucci sino porque pensaba que era infantil desafiar de esa manera al General. "No quiero hacerlo, pero ellos insisten", comentaba, en alusión a la Conducción Nacional de Montoneros. El dilema era complicado: estaba en contra del operativo pero sabía que no podía desobedecer una orden de ésas sin pagar un alto costo, que en aquel momento no podía precisar. Mal dormido y aturdido por las dudas, cayó feo de una pared y se dobló un tobillo en una de las sesiones matinales de ejercicios físicos que el grupo estaba realizando para ponerse a punto. Con el tobillo a la miseria y un pronóstico de reposo por varios días, Fernando Saavedra tuvo que ser reemplazado
El día 20 de mayo de 1976 se hallaba en una reunión de conducción de la zona Este de Tucumán, con María Alejandra Niklison, Juan Carlos Meneses, Atilio Brandsen y Eduardo González Paz, cuando fuerzas conjuntas del Ejército y de la Policía provincial, atacaron la casa con explosivos e ingresaron a la vivienda, asesinando a todos los moradores, por disparos de arma de fuego, simulando un enfrentamiento. Saavedra Luque logró escapar, pero fue alcanzado por los agresores y asesinado en una iglesia donde había intentado refugiarse. Su cuerpo y el de sus compañeros, fueron enterrados en una fosa común. En 2011, por sus asesinato fueron condenados a cadena perpetua, el exgeneral Luciano Benjamín Menéndez, exjefe del Tercer Cuerpo del Ejército de Córdoba y el comisario retirado Roberto Heriberto Albornoz.

## Descendiente de Cornelio Saavedra
Era descendiente en línea directa de Cornelio Saavedra, primer presidente de la Argentina.